# Odensvi församling, Linköpings stift
Odensvi församling är en församling i Kustbygdens kontrakt i Linköpings stift inom Svenska kyrkan. Församlingen ingår i Norra Tjusts pastorat och ligger i Västerviks kommun i Kalmar län.
Församlingskyrka är Odensvi kyrka.

## Administrativ historik
Församlingen har medeltida ursprung. 
Församlingen utgjorde till 1962 ett eget pastorat. Från 1962 var församlingen annexförsamling i pastoratet Gamleby och Odensvi som 1974 utökades med Lofta församling. Från 2007 ingår församlingen i Norra Tjusts pastorat.

## Kyrkoherdar
| Ämbetstid | Namn                           | Levnadstid | Övrigt                                    |
| --------- | ------------------------------ | ---------- | ----------------------------------------- |
| 1355      | Peder                          |            |                                           |
| 1364      | Gudvast                        |            |                                           |
| 1482      | Boo                            |            |                                           |
| 1520      | Olavus                         |            |                                           |
| 1530      | Nicolaus                       | –1542      | Halshuggen i Stockholm.                   |
| 1525–1565 | Jöns                           | –1565      |                                           |
| 1566–1589 | Peder                          | –1589      |                                           |
| 1586–1610 | Benedictus Cornukindius        | 1555–1610  |                                           |
| 1611–1653 | Nicolaus Seladius              | –1653      |                                           |
| 1654–1658 | Ericus Benedicti Retzius       | 1608–1675  | Senare kyrkoherde i Rumskulla församling. |
| 1658–1676 | Nicolaus Gothzelius            | 1613–1682  | Senare kyrkoherde i Skeppsås församling.  |
| 1673–1695 | Magnus Colopontanus            | 1624–1695  |                                           |
| 1697–1728 | Johannes Wallin                | 1654–1728  |                                           |
| 1729–1750 | Andreas Ståhle                 | 1693–1750  |                                           |
| 1750–1797 | Axel Johan Lindblom            | 1713–1797  | Kontraktsprost.                           |
| 1797–1804 | Jonas Matthias Kjellenberg     | 1750–1804  |                                           |
| 1805–1829 | Jonas Adolph Torenstedt        | 1760–1829  | Kontraktsprost.                           |
| 1831–1863 | Johan Olof Liedholm            | 1793–1863  |                                           |
| 1863–1901 | Lars Runell                    | 1807–1901  |                                           |
| 1902–1915 | Ernst Albert Theodor Bergström | 1852–1915  |                                           |
| 1917–     | Axel August Sandén             | 1865–      |                                           |

## Organister och klockare
| Verksam   | Namn                     | Levnadstid | Övrigt                |
| --------- | ------------------------ | ---------- | --------------------- |
| 1723-1745 | Mathias (Måns?) Brytzbom |            | Organist och klockare |
| 1746-1794 | Sven Hornwall            | 1724-1794  | Organist och klockare |
| 1794-1841 | Daniel Hornwall          | 1765-1852  | Organist och klockare |
| 1845-1880 | Sven Fredrik Hornwall    | 1802-1880  | Organist och klockare |
| 1880-1881 | Thure Albert Svensson    | 1840-1881  | Organist och klockare |
| 1881-1892 | Karl Peter Petersson     | 1852-1892  | Organist och klockare |
| 1893-1895 | Johan Alfred Lagerström  | 1871-      | Organist och klockare |